# Station Hengelo GOLS
Station Hengelo GOLS was het eindstation van de voormalige spoorlijn Winterswijk - Neede - Boekelo - Hengelo / Enschede. Deze lijn was aangelegd door de Geldersch-Overijsselsche Lokaalspoorweg-Maatschappij (GOLS), een spoorwegmaatschappij die door textielfabrikanten uit Twente en Achterhoek was opgezet om een goede verbinding met het Ruhrgebied te krijgen. In Winterswijk sloot de lijn aan op twee eerder aangelegde lijnen naar Duitsland. Net als in Enschede en Oldenzaal reden de treinen op de GOLS-lijnen niet naar station Hengelo, maar naar een nieuw station. Dit station van de GOLS, van het type GOLS groot, lag ten zuiden van het station van de lijnen Almelo - Salzbergen en Zutphen - Glanerbrug.
De Gols spoorlijn liep verder en werd verbonden met de lijn Zutphen - Glanerbrug ter hoogte van de Emmaweg, echter hier heeft nooit reizigersverkeer plaatsgevonden. De verbinding op de spoorlijn naar Zutphen - Glanerbrug was niet van harte van de toenmalige staatspoorwegen en kwam pas moeizaam tot stand na ingrijpen van de politie. De staatsspoorwegen maakte het de bouwers destijds onmogelijk om een aansluiting (wissel) te maken doordat ze telkens een trein heen en weer lieten rijden (de beruchte wissel is zichtbaar achter de persoon op rechter foto, het was onmogelijk om rechtstreeks vanuit Delden naar het GOLS station te rijden).
Het station Hengelo GOLS is geopend op 15 oktober 1884 en voor het reizigersverkeer gesloten op 4 oktober 1936. Bij de bombardementen op het stationsemplacement van Hengelo op 6 en 7 oktober 1944 is het stationsgebouw verloren gegaan.
Bij de bouw van de wijk het Veldwijk is de rechtstreekse verbinding vanuit Hengelo Gols opgebroken richting Boekelo en werd de Akzo lijn rechtstreeks langs de Kuipersdijk verbonden met de lijn Hengelo - Enschede en het emplacement Hengelo Gols bereikbaar via een nieuwe verbindingsbaan die langs de Watertorenlaan liep en aansloot ter hoogte van de Kuipersdijk op de spoorlijn Hengelo - Enschede.
De helft van het emplacement Hengelo GOLS in de richting Delden is opgebroken voor de komst van de Hofstede MTS, de beruchte wissel is blijven liggen voor de spooraansluiting naar de Koninklijke Nederlandsche Katoenspinnerij (KNKS), het spoor stopte toen op de Berflobeek vlak naast de Europatunnel dit is nu nog steeds goed zichtbaar. In 1980 is ook dit laatste stukje spoor vanaf de Emmaweg opgebroken.
Het resterende spooremplacement en de verbindingsbaan naar de lijn Hengelo - Enschede is opgebroken in de 80 jaren.
De spoorlijn tot de AKZO is nog in gebruik gebleven voor goederenverkeer en wordt bereden via het verbindingsspoor langs de Kuipersdijk met de lijn Hengelo - Enschede. Zie ook: Hengelo raccordement AKZO
Het station leeft thans voort in de straatnaam Golsstraat en Parallelweg LS (Lokaal Spoor).

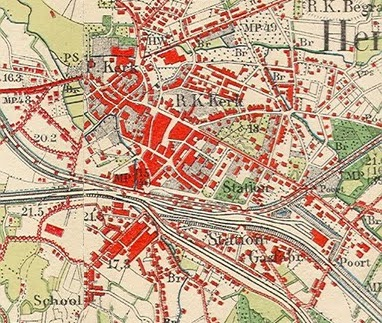
Plattegrond Hengelo 1900 met de beide stations

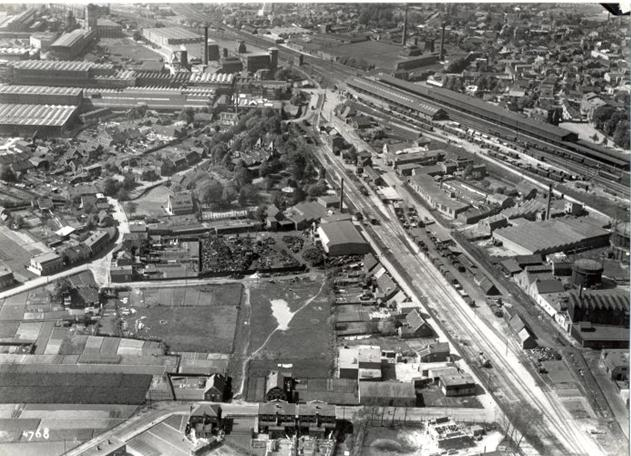
Station Hengelo en Hengelo GOLS in vogelvlucht.

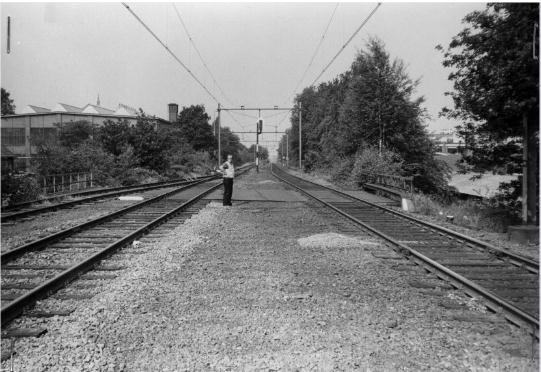
Viaduct Emmaweg in 1980, met links spooraansluiting KNKS (ex. GOLS)